# Lycodes vahlii
Lycodes vahlii és una espècie de peix de la família dels zoàrcids i de l'ordre dels perciformes.

## Morfologia
- Els mascles poden assolir 52 cm de longitud total.[2]

## Alimentació
Menja gambes i eufausiacis.

## Depredadors
És depredat per Raja radiata, el lluç (Merluccius merluccius) i, a Noruega, pel brosmi (Brosme brosme), la llengua de bacallà (Molva molva), l'halibut (Hippoglossus hippoglossus) i l'halibut negre (Reinhardtius hippoglossoides).

## Hàbitat
És un peix marí i d'aigües profundes que viu entre 65-1.200 m de fondària.

## Distribució geogràfica
Es troba des del Canadà fins a Groenlàndia.

## Costums
És bentònic.

## Observacions
És inofensiu per als humans.